# 新木山古墳

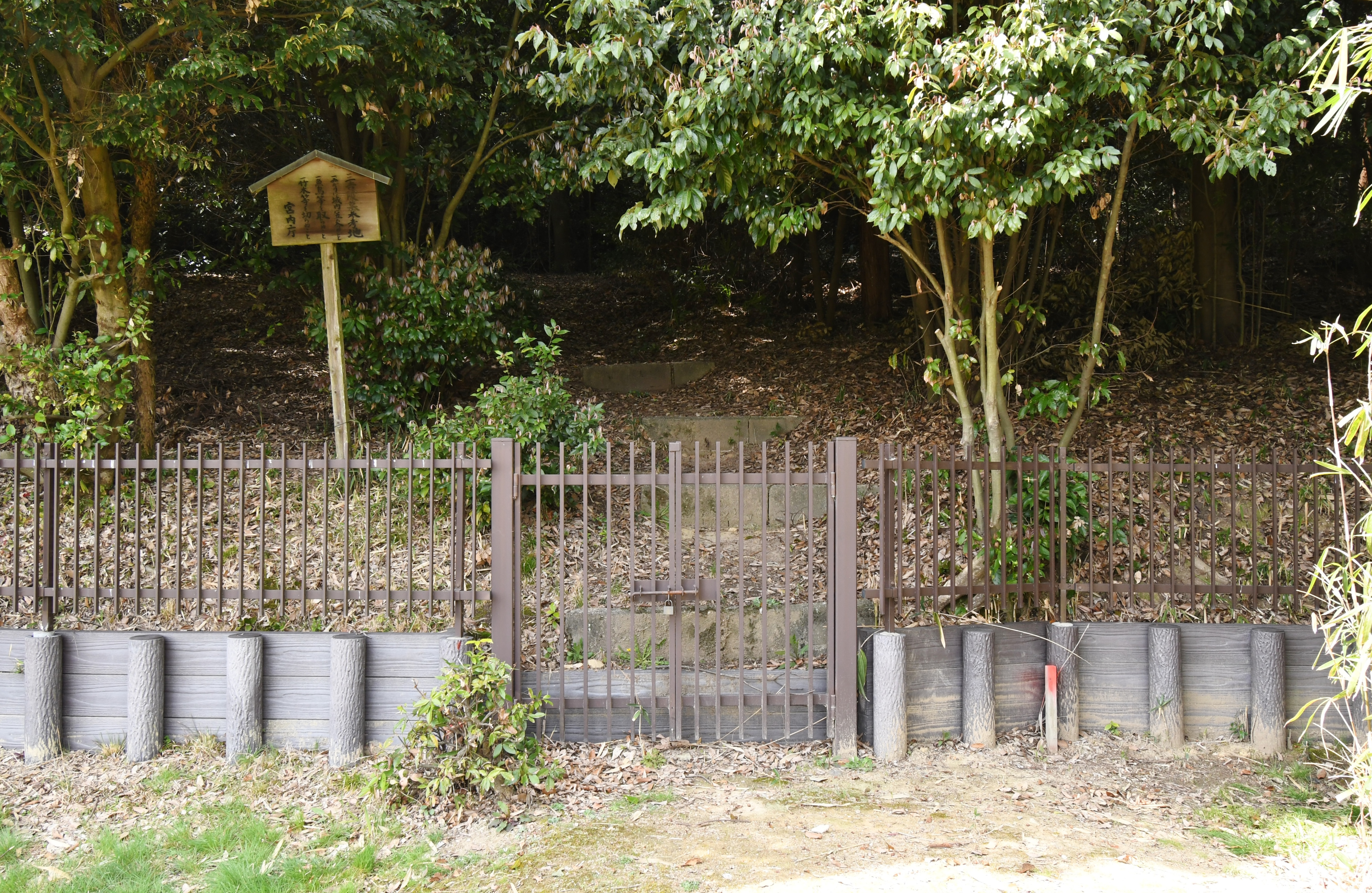
三吉陵墓参考地 拝所

新木山古墳（にきやまこふん）は、奈良県北葛城郡広陵町赤部にある古墳。形状は前方後円墳。馬見古墳群（中央群）を構成する古墳の1つ。
実際の被葬者は明らかでないが、宮内庁により「三吉陵墓参考地」（被葬候補者：第30代敏達天皇皇子押坂彦人大兄皇子舒明天皇御父）として陵墓参考地に治定されている。

## 概要
宮内庁が三吉陵墓参考地として管理しているため、一般市民は立入ることは出来ない。
南北走向の低位丘陵から東へ派生する小支丘を利用して築造されている。墳丘の主軸はおおむね東西にあり、両くびれ部に造り出しが存在する。その形態は巣山古墳のものに似ている。濠の幅は後円部で18メートル、前方部で22メートルほどである。外堤は水田、畑の畦畔として残っており、幅約20メートル前後、高さは3メートル以上あったと考えられる。
墳丘内に埴輪列が存在することが確かめられている。またこの古墳の出土遺物として宮内庁に勾玉、管玉、棗玉などが所蔵されている。採集された方形透かしと有黒斑の円筒埴輪から、5世紀前半の築造と考えられる。馬見古墳群中央群では最後の大型前方後円墳である。
後円部西側には、主軸を同じくする帆立貝形古墳の三吉石塚古墳（県指定史跡）が、外提に接して造られている。

## 構造

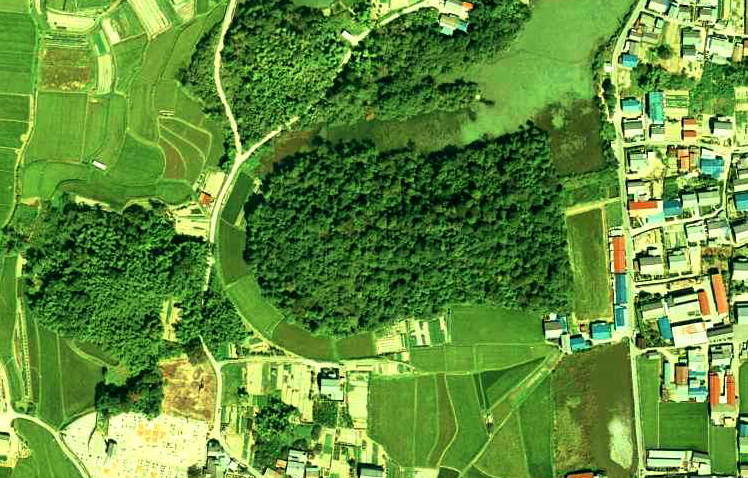
空中写真（1979年）。

- 墳丘長：200メートル[2]
- 後円部
  - 直径：117メートル
  - 高さ：19メートル
- 前方部
  - 幅：118メートル

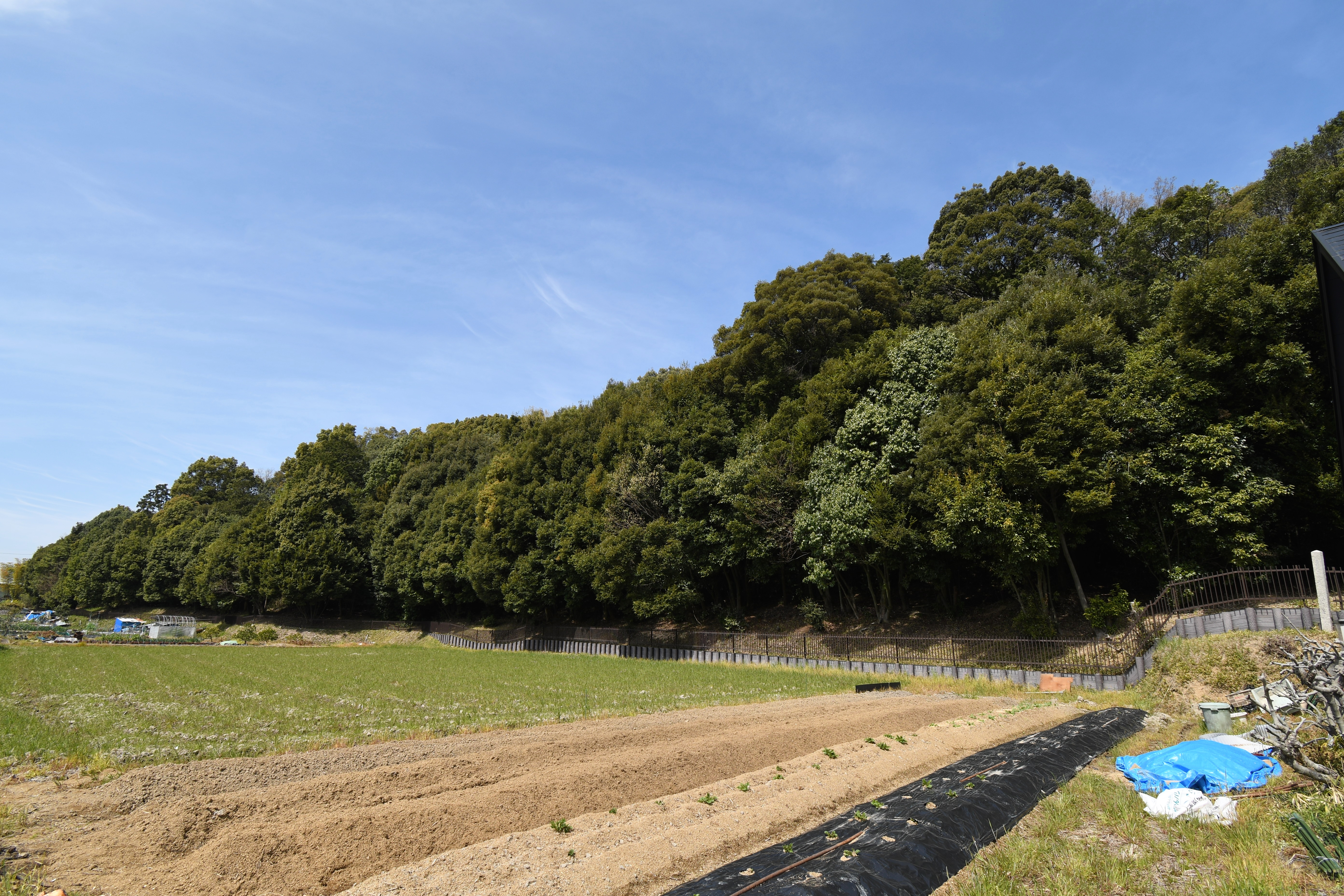
墳丘（南東より）
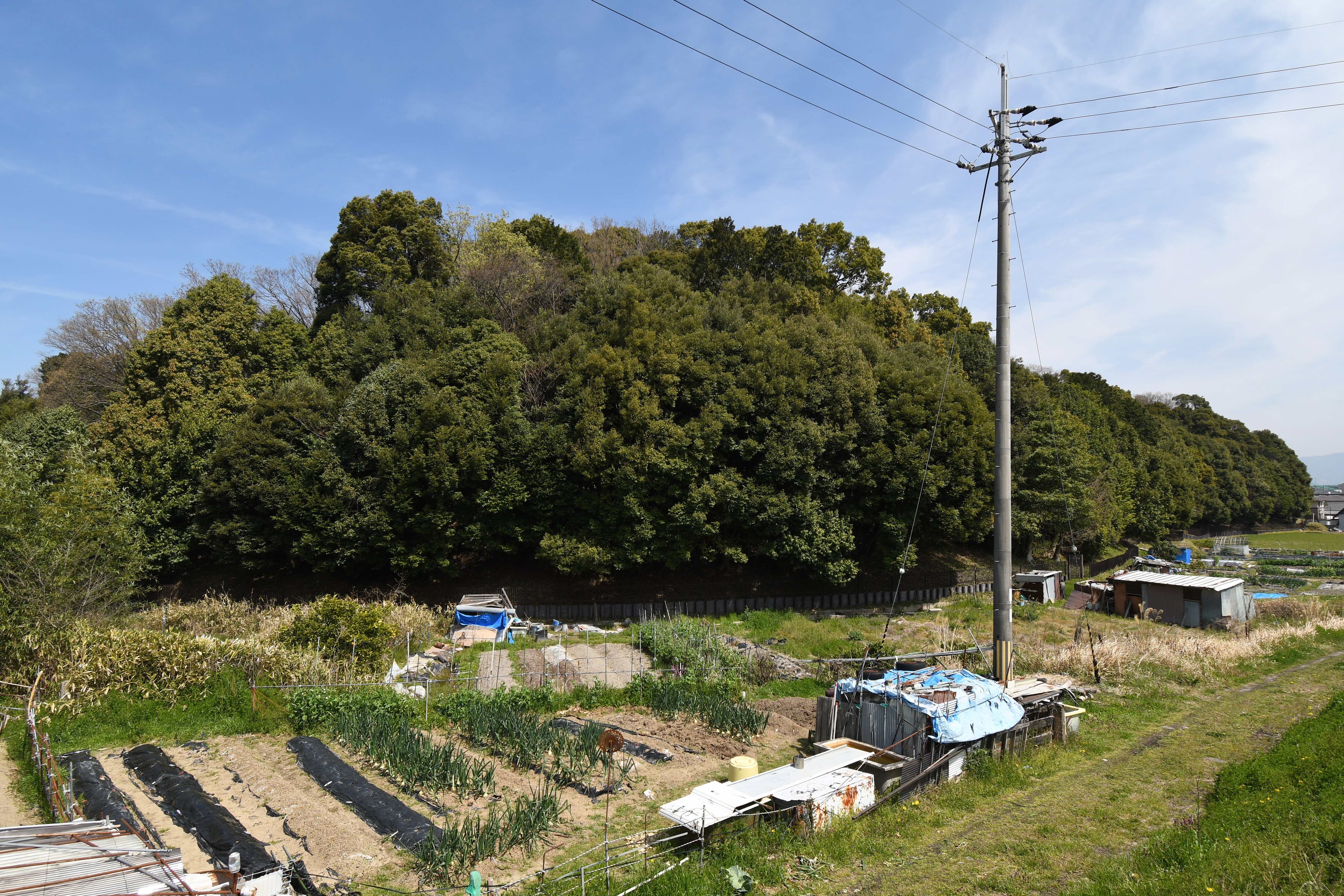
墳丘（南西より）
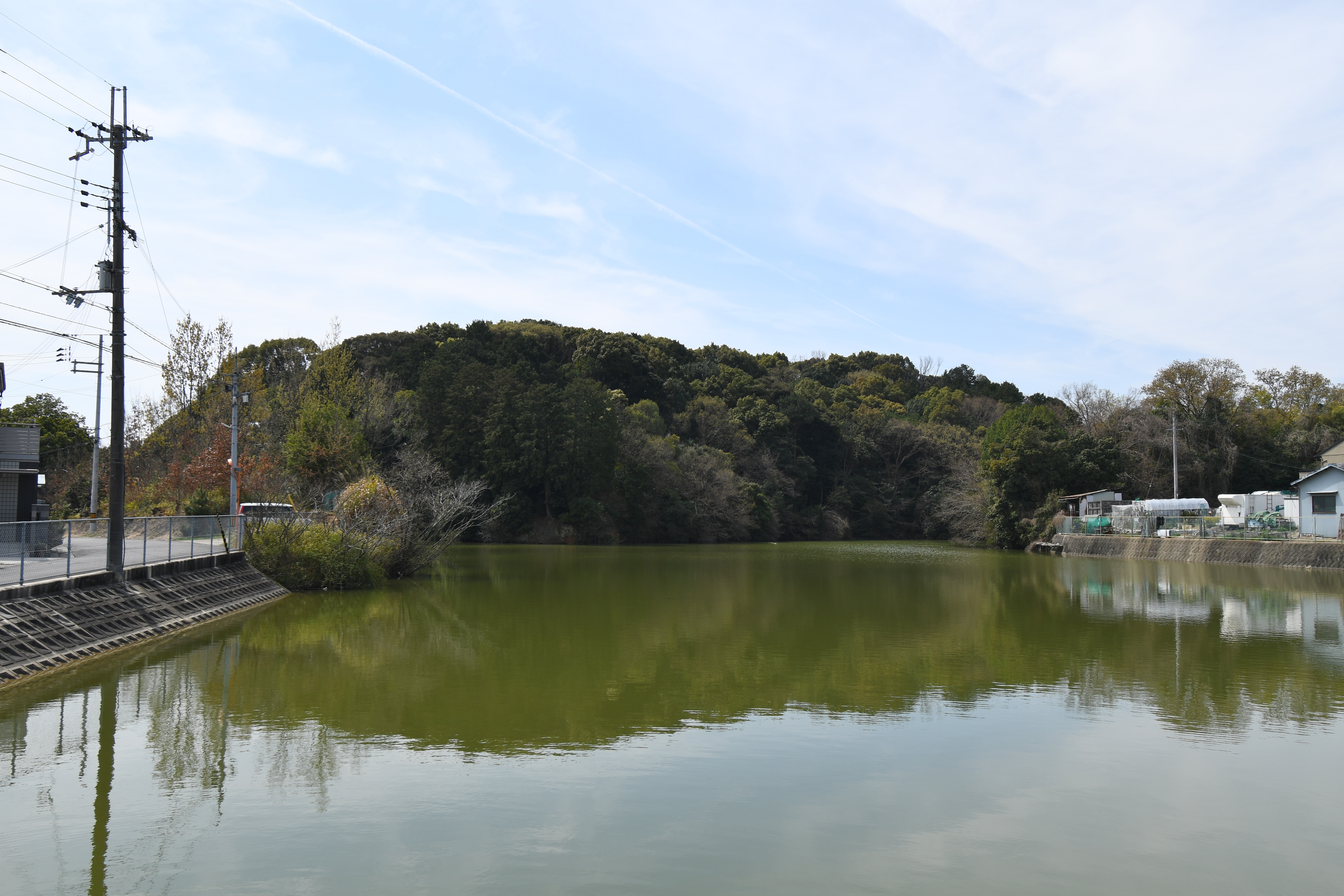
墳丘（北より）
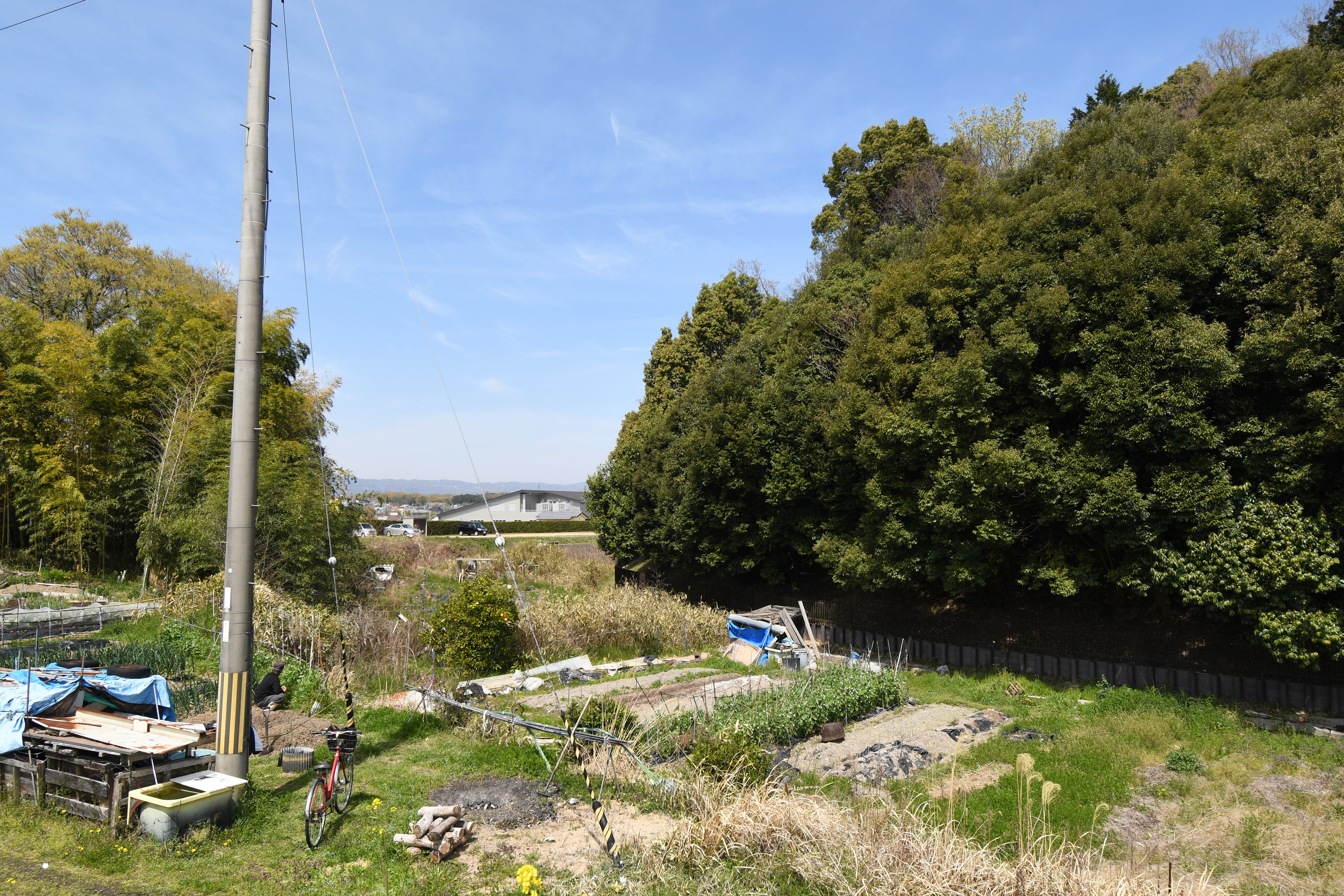
後円部側周濠